# Larimichthys polyactis
Larimichthys polyactis (Bleeker, 1877) Corvina del Pacifico, è un pesce di mare appartenente alla famiglia Sciaenidae, proveniente dall'oceano Pacifico.

## Distribuzione e habitat
È una specie migratrice tipica delle zone con fondali molli di mar Cinese Orientale e mar Giallo. Nuota fino a 120 m di profondità. Si spinge anche negli estuari.

## Descrizione
Presenta un corpo compresso sui lati, non particolarmente alto ma allungato, che raggiunge una lunghezza massima di 40 cm. La colorazione può variare dal color oro, quando il pesce è fresco, all'arancione e al grigiastro pallido.

## Biologia

### Alimentazione
Ha una dieta molto varia, composta sia da invertebrati marini che da pesci più piccoli. Tra gli invertebrati preda soprattutto crostacei anfipodi (Gammaropsis, Ampelisca), krill (Euphausia pacifica) e altri (Crangon, Alpheus, Latreutes, Metapenaeopsis, Leptochela, Palaemon, Upogebia, Eualus).
Le sue prede più frequenti tra i pesci sono, oltre a esemplari della stessa specie, Thryssa kammalensis, Platycephalus indicus, Engraulis japonicus, Benthosema pterotum e Apogon lineatus.

### Predatori
È spesso preda di Paralichthys olivaceus.

## Pesca
In Cina e in Corea viene pescato abbastanza frequentemente, spesso con palamiti; nella contea di Yeonggwang questo pesce viene venduto essiccato e salato.